# Hangar
|  | Per a altres significats, vegeu «Hangar (Centre de Producció d'Arts Visuals)». |

L'hangar és un lloc utilitzat per a guardar-hi aeronaus, generalment de grans dimensions i situat als aeròdroms.
Un hangar és una estructura tancada per encabir, protegir aeronaus. La majoria d'hangars són de construcció metàl·lica, tot i que també es poden utilitzar altres materials com formigó o fusta (històricament). Els hangars protegeixen els avions i altres vehicles del temps atmosfèric i la llum ultraviolada. Per altra banda també s'acostumen a utilitzar per a realitzar les tasques de reparació i manteniment i, fins i tot, d'assemblatge dels avions.
Pel que fa als avions de combat sovint els hangars són fortificats, serveixen també per al rearmament de les aeronaus i per amagar-los de reconeixement aeri.
Els vaixells de guerra també poden comptar amb un hangar. ja sigui per habitualment la majoria de fragates i corbetes modernes compten amb un hangar i coberta de vol a popa amb capacitat per un o dos helicòpters. Els portaavions i portahelicòpters compten amb hangars molt més grans, que ocupen la major part la coberta sota la coberta de vol, en aquest cas pot encabir un gran nombre de caces i avions d'atac.
La paraula hangar prové del francès medieval hanghart («tancat prop d'una casa»), i aquesta alhora provinent del fràncic haim-gard («tancat de cases»).

## Galeria

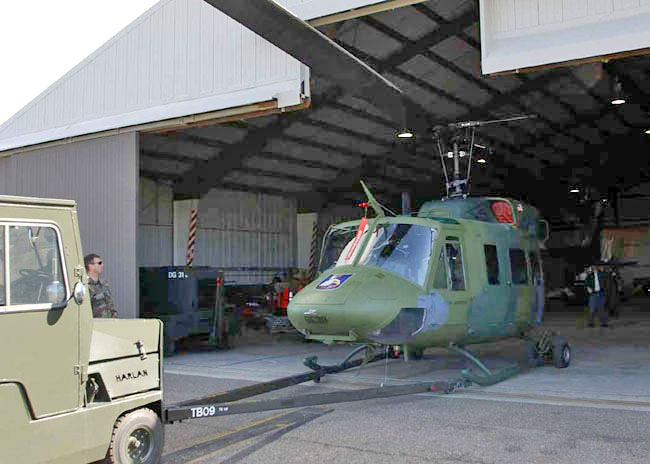
Hangar d'un helicòpter militar nord-americà.
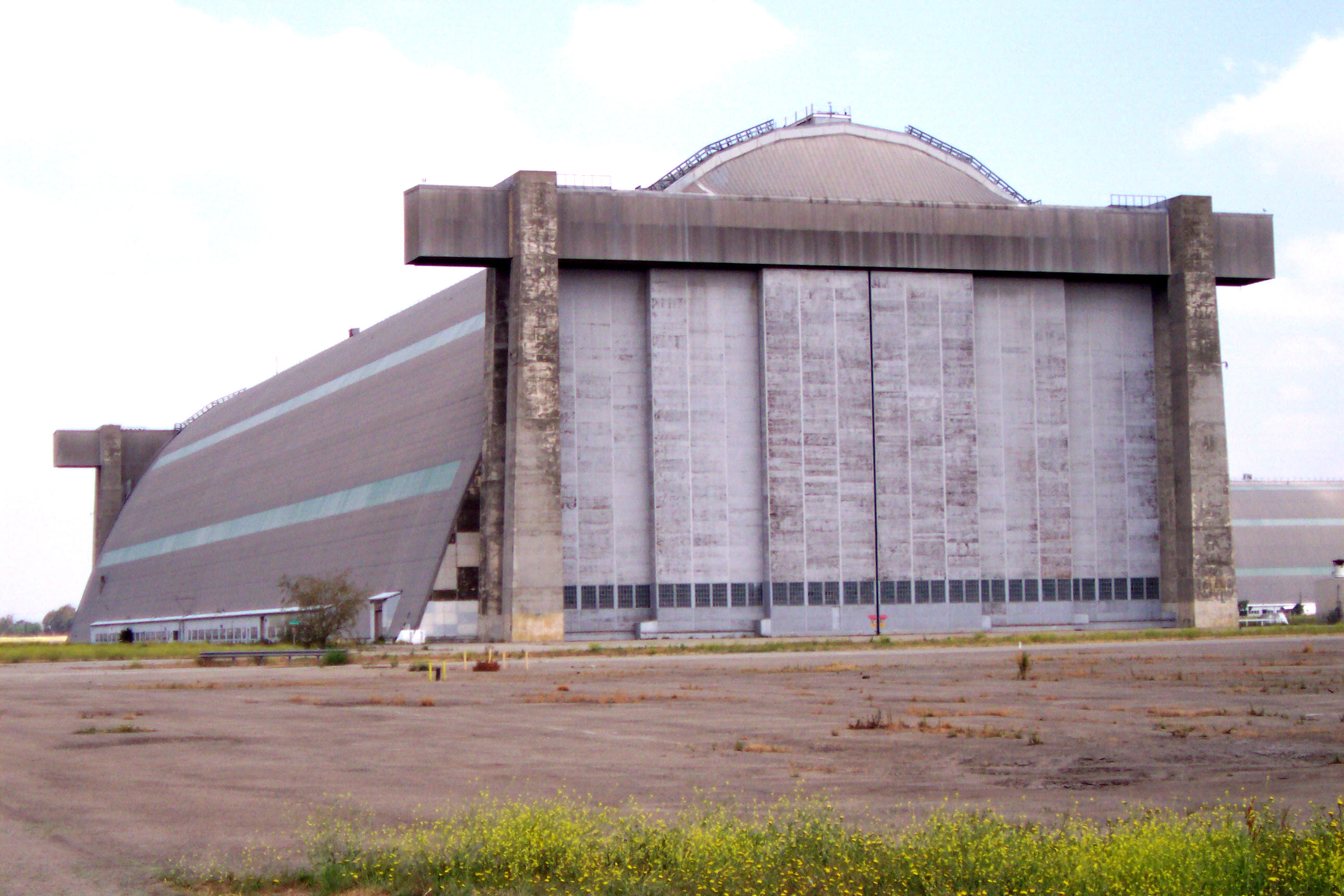
Hangar No. 2 de principis del 1942, amb una longitud de 292 m i 192 m d'altura.
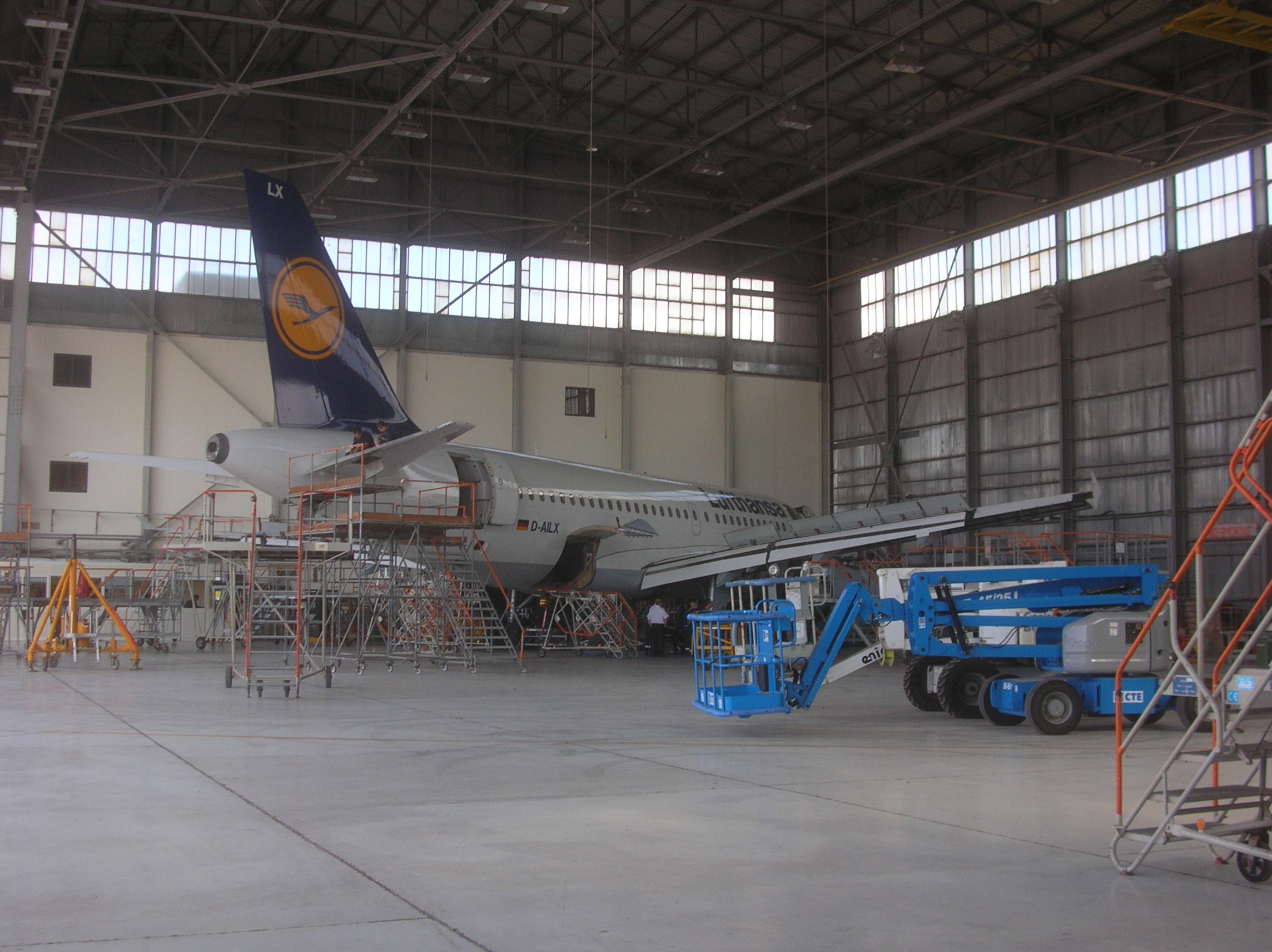
Les reparacions d'un Airbus A319 a l'interior d'un hangar.
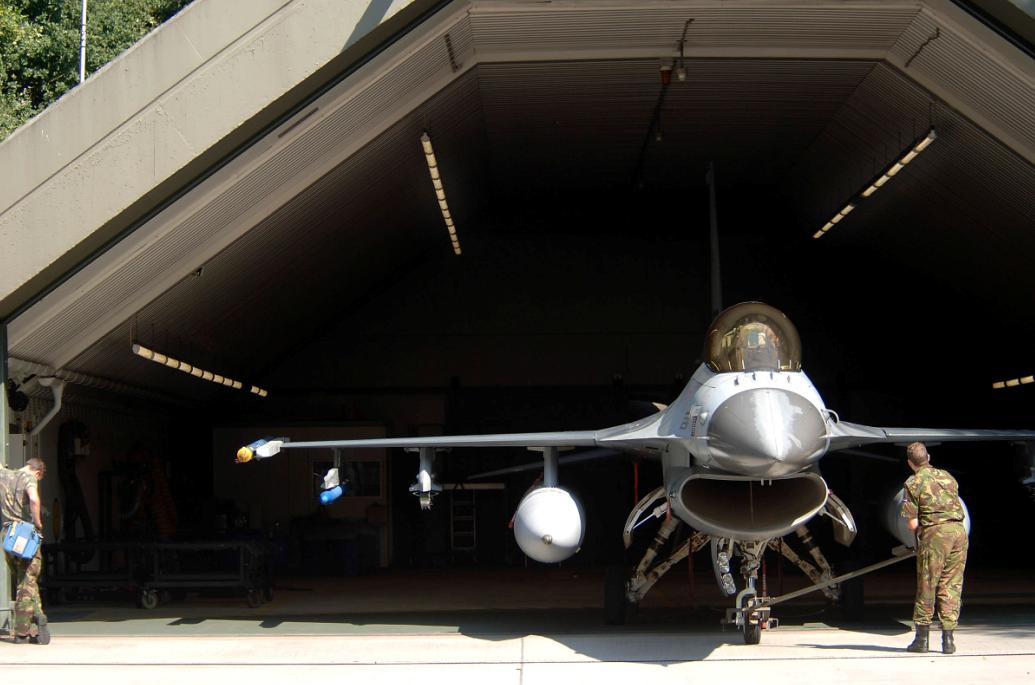
Un caça F-16 davant d'un hangar protegit.
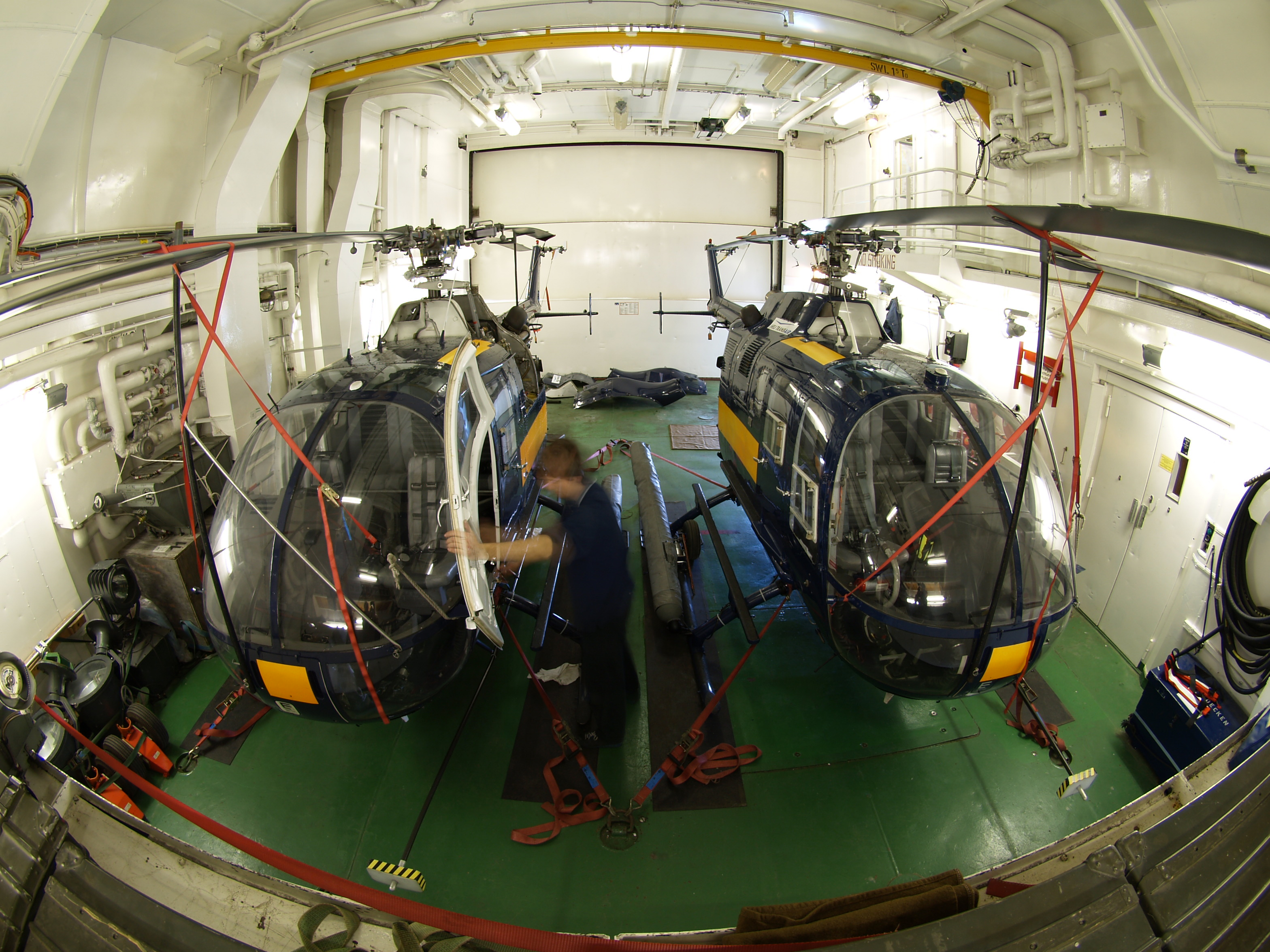
Hangar d'helicòpters del vaixell de recerca alemany Polarstern.